# Pleurobema murrayense
Pleurobema murrayense är en musselart som först beskrevs av I. Lea 1868.  Pleurobema murrayense ingår i släktet Pleurobema och familjen målarmusslor. IUCN kategoriserar arten globalt som utdöd. Inga underarter finns listade i Catalogue of Life.